# 80 Sappho
80 Sappho (in italiano 80 Saffo) è un piccolo asteroide della Fascia principale.
Sappho fu scoperto da Norman Robert Pogson il 2 maggio 1864 (i primi rilevamenti furono effettuati il 3 maggio) a Madras (l'attuale Chennai, in India), e battezzato così in onore di Saffo, poetessa greca dell'isola di Lesbo.